# Islam au Tchad

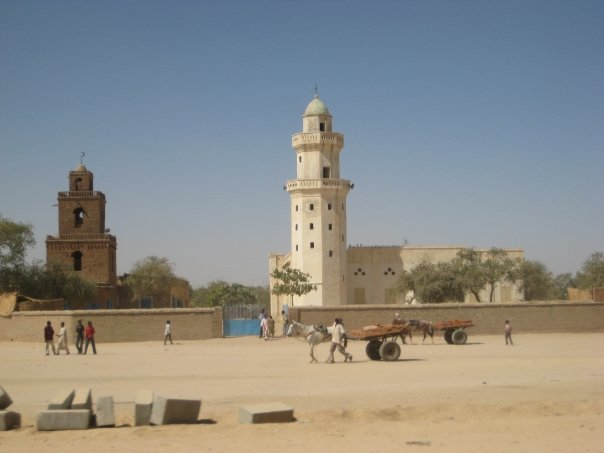
Mosquée d'Abéché.

L'islam est la religion la plus répandue dans la république du Tchad. Les Tchadiens musulmans représentent 68% de la population.

## Histoire
La présence de l'islam au Tchad remonte à Oqba Ibn Nafi Al Fihri, dont les descendants se sont installés dans la région. Avec le temps, les migrants arabes venant de l'Est au XIVe siècle furent de plus en plus nombreux. La foi islamique était bien établie. Le Tchad est devenu musulman  de façon graduelle, par le jeu de l'expansion de la civilisation islamique. Le premier roi musulman des terres qui sont le Tchad actuel était le roi du Kanem Oumé ibn Selma qui a régné de 1086 à 1098. 

## L'islam actuel
Le Conseil supérieur des affaires islamiques (CSAI), présidé par Hissein Hassan Abakar (1991-2018) puis par Mahamat Khatir Issa (depuis 2018), est l'organe affilié au pouvoir chargé du champ religieux musulman.
Ce champ s'articule autour d'une composante soufie d'une part, constituée essentiellement de la Tijaniyya et de la Tarbiyya, auxquelles s'ajoute une confrérie endogène nommée Fayda djaria dans le Sud du Tchad, et d'une composante réformée d'autre part.
Le mouvement Tabligh est entré au Tchad vers 1977.
En 1972, le président François Tombalbaye entreprend une politique de rapprochement avec les pays arabes et musulmans qui entraînera l'envoi par ces derniers d'un certain nombre d’enseignants étrangers, surtout égyptiens, et d'offres de bourses d’études pour les universités islamiques d’Égypte et Arabie saoudite. La grande mosquée de N’Djamena est également construite sur financement saoudien. Le mouvement salafiste se structurera vraiment avec le retour de ces étudiants en 1982-1984 puis la fin de la dictature d'Hissène Habré.
Les Kreda sont en grande partie à l’origine de la diffusion de la doctrine salafiste au Tchad. Dans les années 1930, quatre hommes du Bar El Gazhal sont partis en pèlerinage. Parmi ceux qui reviendront, le cheikh Mahamat Saleh Ahmat, connu sous le nom de Saleh Qoremi, a constitué un cercle de fidèle et entamé un travail de réislamisation, et dont l'œuvre sera poursuivie par ses successeurs dans les années 1960 et 1970. Beaucoup partiront dans ces années-là, pour des motifs économiques ou universitaires, en Arabie saoudite notamment. Le retour des étudiants, majoritairement ouaddaiens et kreda, aboutira à la création de l’association Ansar al Sunna al Mohammidya en 1991.
Il existe des tensions entre chrétiens et musulmans, et entre les musulmans modérés et fondamentalistes.
Les jeunes qui veulent étudier l'islam vont au Soudan, en Egypte et en Arabie Saoudite. L'université Al-Azhar, au Caire, accueille beaucoup des Tchadiens.